# Reinaldo Merlo

Reinaldo Carlos Merlo (Buenos Aires, 20 de maio de 1950), mais conhecido como Reinaldo Merlo, é um ex-futebolista  e atual treinador argentino.

## Carreira
Merlo é um dos maiores ídolos do River Plate, tendo jogado mais de 500 partidas pelo clube. Debutou em 1969, tendo de esperar até 1975 para ganhar seus primeiros títulos. Eles vieram em dose dupla, com os millonarios faturando tanto o campeonato nacional quanto o metropolitano, encerrando um jejum de títulos que já durava dezoito anos. 
Merlo jogou pelo River até 1984, quando decidiu aposentar-se após seu contrato não ser renovado. A equipe de Núñez, desta forma, foi a única de sua carreira, e seu amor pela camisa juntamente à garra que demonstrava em campo, juntamente com habilidade para recuperar a bola e dar saídas rápidas, lhe tornaram bastante apreciado pela torcida riverplatense. Nos nove anos entre 1975 e 1984, ganhou outros cinco campeonatos argentinos, em 1977 (metropolitano), 1979 (metropolitano e nacional), 1980 (metropolitano) e 1981 (nacional), integrando os chamados "Três Mosqueteiros" no meio-campo do River juntamente com Norberto Alonso e J.J. López.
Conhecido como La Mostaza pela cor escura de seus cabelos loiros, Merlo também atuou na comissão técnica do River Plate. Na nova função, teria maior consagração no Racing, sendo o treinador da equipe campeã do Apertura 2001, que deu fim a um jejum de 35 anos sem títulos nacionais da equipe de Avallaneda.

## Títulos

### Jogador
River Plate
- Campeonato Argentino: 1975 (metropolitano e nacional), 1977 (metropolitano), 1979 (metropolitano e nacional), 1980 (metropolitano), 1981 (nacional)

### Treinador
Racing
- Campeonato Argentino: 2001 (apertura)